# Rosch Gábor
Rosch Gábor (?, 1939 –) magyar építész szakíró, építészettörténész, helytörténész.

## Élete
Elsősorban Budapest építészetét – különös tekintettel a XII. kerület épületeire – kutatja. Több könyve és szakcikke jelent meg nyomtatásban, illetve elektronikus formában.
Egy vélemény szerint „példátlan alapossággal, saját fotóival dolgozta fel Budapest XII. kerületének épületeit, szobrait és temetőjét”.
Munkásságát Podmaniczky-díjjal ismerték el.

## Művei

### Könyvek
- Séta a pénz palotájában. A Magyar Nemzeti Bank és műemléképülete, Magyar Nemzeti Bank, Budapest, 2005 (újabb kiadások: 2006, 2009)
- Hegyvidéki épületek. A XII. kerület középületei, iskolái, kórházai, szállodái, templomai, Hegyvidék Lapkiadó, Budapest, 2005, ISBN 963-216-763-5
- Alpár Ignác építészete, Enciklopédia Kiadó, Budapest, 2005, ISBN 963-8477-92-X
- (társszerző: Fehér György) A városligeti Vajdahunyadvár, Magyar Mezőgazdasági Múzeum – Kreatéka Kiadó, Budapest, 2007, ISBN 978-963-7092-58-9
- A Hegyvidék szobrai: szobrok és domborművek Budapest XII. kerület közterein és magánterületein, Budapest, 2017, ISBN 978-615-80087-1-6
- A Farkasréti Temető sírszobrai és domborművei, Budapest, 2019, ISBN 978-615-00-2994-8
- A Farkasréti Temető faragott fejfái és népi sírjelei, Budapest, 2020, ISBN 978-615-00-7299-9
- Esztergom város polgári és katonai temetői, Budapest, 2022, ISBN 978-615-01-4516-7

- A Hegyvidék épített öröksége-sorozat (Hegyvidéki Helytörténeti Gyűjtemény és Galéria, Budapest, 2012–2014):
  - I. kötet: Villák, bérházak, telepszerű lakóépületek, szállodák
  - II. kötet: Villák, bérházak, telepszerű lakóépületek, szállodák, óvodák, általános és középiskolák, felsőfokú tanintézetek, egyházi épületek
  - III. kötet: Irodaépületek, kulturális intézmények, tudományos intézetek, kórházak, kereskedelmi és vendéglátó épületek, kilátótornyok és ipari épületek, közlekedési épületek, temetők

Társszerzője volt a Budapesti Városvédő Egyesület Templomtörténeti sorozata több kötetének is.

### Könyvrészletek
- A plébániatemplom építéstörténete In: Felső-Krisztinavárosi Keresztelő Szent János Plébánia 1940–2000, a Felső-Krisztinavárosi Keresztelő Szent János Plébánia kiadása, Budapest, 2000
- A Magyar Nemzeti Múzeum reprezentatív belső terei In: (szerk.) Pintér János: A Nemzet Múzeuma, a Magyar Nemzeti Múzeum kiadása, Budapest, 2009, ISBN 978-963-7061-71-4

### Szakcikkek
- Hegyvidék temetői (hegyvidekujsag.hu, 2007. aug. 29.)

Cikkei jelentek meg a Magyar Múzeumok, A Magyar Mezőgazdasági Múzeum Közleményei folyóiratokban, illetve az Építési Évkönyvekben.